# Sheldon Cooper
Sheldon Lee Cooper Ph.D., Sc.D., là một nhân vật hư cấu trong loạt phim truyền hình The Big Bang Theory và loạt phim phụ Young Sheldon của đài CBS, được thể hiện bởi các diễn viên Jim Parsons trong The Big Bang Theory và Iain Armitage trong Young Sheldon (Parsons cũng là người dẫn chuyện của loạt phim sau). Với vai diễn của mình, Parsons đã giành được bốn giải Primetime Emmy, một giải Quả cầu vàng, một giải TCA và hai giải thưởng Truyền hình do Nhà phê bình bình chọn. Thời thơ ấu của nhân vật này là trọng tâm của Young Sheldon: mùa đầu tiên của loạt phim lấy bối cảnh năm 1989 khi thần đồng chín tuổi Sheldon nhảy cóc qua năm lớp để bắt đầu học trung học cùng với anh trai của mình.
Sheldon trưởng thành là một nhà vật lý lý thuyết cấp cao tại Viện Công nghệ California (Caltech), và trong mười mùa đầu tiên của The Big Bang Theory ở chung một căn hộ với đồng nghiệp và người bạn thân nhất của anh ta, Leonard Hofstadter (Johnny Galecki); cả hai cũng là bạn và đồng nghiệp với Howard Wolowitz (Simon Helberg) và Raj Koothrappali (Kunal Nayyar). Trong mùa 10, Sheldon chuyển nhà qua căn hộ phía đối diện hành lang với bạn gái Amy Farrah Fowler (Mayim Bialik), trong căn hộ cũ của vợ Leonard là Penny (Kaley Cuoco).
Sheldon có chỉ số IQ ở mức thiên tài-187 (Trong Young Sheldon, mẹ anh nói rằng anh ta có cùng chỉ số IQ với Albert Einstein và Stephen Hawking), nhưng lại thiếu các kỹ năng xã hội cơ bản, không hiểu biết nhiều về khiếu hài hước và khó nhận biết được sự mỉa mai và châm biếm từ phía những người khác, mặc dù bản thân anh ta thường sử dụng những thủ pháp này. Sheldon thể hiện hành vi rất đặc trưng và thiếu đi sự khiêm tốn, đồng cảm và khoan dung. Những đặc điểm này cung cấp phần lớn sự việc hài hước liên quan đến anh, điều này đã khiến Sheldon được mô tả là nhân vật đột phá của chương trình. Một bộ phận khán giả khẳng định rằng tính cách của Sheldon phù hợp với hội chứng Asperger và rối loạn ám ảnh cưỡng chế. Người đồng sáng tạo Bill Prady cho biết rằng nhân vật Sheldon không được hình dung, cũng như không được phát triển liên quan đến bất kỳ đặc điểm nào trong số này, mặc dù Parsons đã nói rằng theo ý kiến của mình, Sheldon "không thể thể hiện nhiều hơn các đặc điểm" của hội chứng Asperger.

## Sáng tạo và tuyển chọn diễn viên
Nhân vật Sheldon Cooper được lấy cảm hứng từ một lập trình viên máy tính được biết đến với người đồng sáng tạo loạt phim Bill Prady. Ông được đặt tên để vinh danh diễn viên/nhà sản xuất Sheldon Leonard và người đoạt giải Nobel Leon Cooper. Ban đầu, Chuck Lorre dự định Johnny Galecki sẽ đóng vai này, nhưng Galecki cho rằng anh sẽ "phù hợp hơn" với nhân vật Leonard. Lorre nói rằng khi Jim Parsons thử vai cho vai diễn này, anh ấy "xuất sắc đến mức đáng kinh ngạc" đến mức Parsons đã được yêu cầu diễn thử lại "để chắc chắn rằng anh ta không gặp may". Sheldon là một trong bốn nhân vật duy nhất xuất hiện trong mọi tập của bộ truyện cùng với Leonard, Howard và Raj.

## Tạo hình nhân vật

### Đầu đời
Sheldon lớn lên ở Galveston, Texas, cùng với anh trai của mình, George Jr., và em gái song sinh, Missy(một tập phim có đề cập rằng Missy sinh muộn hơn Sheldon), trong gia đình với mẹ của anh, Mary Cooper, một tín đồ Baptist sùng đạo; và cha của anh, George Cooper, một huấn luyện viên bóng bầu dục. Sheldon từng khiến cha mình bị sa thải khi nói với ông Hinckley, một chủ cửa hàng, rằng George đã ăn trộm tiền trong máy tính tiền. Trong Young Sheldon, cốt chuyện được chỉnh sửa lại: cha của Sheldon là một huấn luyện viên bóng bầu dục, đã bị sa thải khỏi vị trí huấn luyện viên của mình ở Galveston vì ông tiết lộ rằng các huấn luyện viên khác đã tuyển dụng bất hợp pháp cầu thủ vào trường học của họ, buộc gia đình phải quay trở lại Medford, một thị trấn hư cấu ở phía Đông Texas. Ông nghiện rượu, chủ yếu là bia, nhưng là một người cha yêu thương, người luôn cố gắng thấu hiểu cậu con trai tài năng về trí tuệ của mình. Thành viên duy nhất trong gia đình luôn tích cực khuyến khích Sheldon làm công việc trong lĩnh vực khoa học là ông ngoại, người mà anh yêu quý và trìu mến gọi là "Pop-Pop", và đã qua đời khi Sheldon mới 5 tuổi. Sự mất mát của Pop-Pop chính là nguyên nhân khiến Sheldon coi thường Giáng sinh, khi mong ước mang Pop-Pop trở lại vào Giáng sinh của anh không thành hiện thực. Người thân nhất của Sheldon là bà ngoại của anh, người mà anh trìu mến gọi là "Meemaw", và gọi anh là "Moon Pie". Dì của anh cũng được cho là đã khuyến khích anh làm việc trong lĩnh vực khoa học bằng cách tặng anh thiết bị y tế, "trong trường hợp công việc vật lý của anh không thành công, anh sẽ phải 'đánh đổi' để quay lại". Trong Young Sheldon, người bạn thời thơ ấu của anh, Tâm, là người đã giới thiệu cho anh những sở thích ngoài khoa học như truyện tranh và Dungeons & Dragons.
Sheldon quan tâm đến khoa học ngay từ khi còn nhỏ, và là một thần đồng, mặc dù do hành vi kỳ quặc và thiếu khiêm tốn về trí tuệ vượt trội của mình, anh bị bắt nạt bởi các bạn cùng lớp và hàng xóm. Sheldon vào đại học năm mười một tuổi, và năm mười bốn tuổi, anh tốt nghiệp đại học với summa cum laude. Trong một thời gian dài, trường đại học mà Sheldon theo học đại học không được tiết lộ, nhưng anh ấy luôn cảm thấy nó vượt trội hơn so với các đồng nghiệp của mình trong Big Bang Theory như Princeton (Leonard), MIT (Howard) và Harvard (Amy); tuy nhiên, trong "The Tam Turbility" (mùa 12, tập 4) ngụ ý rằng Sheldon trên thực tế là một cựu sinh viên Caltech. Từ đó, anh thực hiện luận văn tiến sĩ, là giáo sư thỉnh giảng tại Đại học Heidelberg ở Đức, là người trẻ nhất vào thời điểm đó nhận được Giải thưởng Stevenson, và đã xuất hiện trên trang bìa của Tạp chí Hóa lý A. Sheldon hiện là một nhà vật lý lý thuyết đang nghiên cứu tại Caltech, mặc dù anh đã chia sẻ trong Young Sheldon rằng anh ấy không thể để bản thân sống ở California do lối sống vô tư của họ.

### Nhân cách
Giống như Leonard, Raj và Howard, Sheldon có đặc điểm là cực kỳ thông minh, nhưng anh ta có xu hướng bộc lộ những phẩm chất trẻ con, chẳng hạn như cực kỳ bướng bỉnh, xấu tính và thiếu hiểu biết về nhận thức chung. Bernadette khẳng định rằng lý do Sheldon đôi khi trở nên xấu tính là vì phần não cho anh ta biết được việc xấu tính là sai đang "bị kéo giật quần lót bởi phần còn lại của bộ não anh ta". Tuy nhiên, trong tập "The Space Probe Disintegration" của mùa 8, Sheldon khóc lóc thừa nhận Leonard rằng anh ta có nhận thức được tính kì dị của mình hiểu rõ hành vi có tác hại thế nào. Bốn tập đầu tiên của The Big Bang Theory miêu tả Sheldon hơi mâu thuẫn với tính cách sau này của anh ta, trong đó Sheldon được miêu tả là khá dí dỏm và châm biếm, và hơi có ý tán tỉnh Penny trong tập phim thí điểm, trong đó anh ta và Leonard tranh giành sự chú ý từ cô: theo Prady, nhân vật này "bắt đầu có sự tiến triển (về hình tượng) sau tập 5 hoặc lâu hơn, và trở thành nét riêng của anh ta".
Sheldon sở hữu trí nhớ thấu niệm (eidetic memory) và chỉ số IQ là 187, mặc dù anh ta khẳng định chỉ số IQ của mình không thể đo chính xác bằng các bài kiểm tra thông thường. Sheldon ban đầu nói rằng mình có bằng thạc sĩ và hai bằng tiến sĩ, nhưng danh sách này sau đó đã tăng lên. Sheldon có kiến thức tổng quát sâu rộng về nhiều môn học bao gồm vật lý, hóa học, sinh học, thiên văn học, vũ trụ học, đại số, giải tích, kinh tế học, máy tính, kỳ học, kỹ thuật, lịch sử, địa lý, ngôn ngữ học, lập trình bằng Java, địa chất học (mặc dù anh ấy hầu như coi thường nó và các nhà địa chất học - đã sớm tiết lộ trong Young Sheldon rằng điều này có thể liên quan đến một sự cố không may với một bạn học nữ lớn tuổi thay vì bất kỳ lỗi nào khác của chủ đề này), bóng đá Mỹ, xe lửa và ngoài việc thông thạo tiếng Klingon, có chút kiến thức về tiếng Thụy Điển, Phần Lan, Hindi và Quan thoại. Trong Young Sheldon, Sheldon cũng được tiết lộ rằng anh ta thành thạo tiếng Tây Ban Nha. Sheldon cũng thể hiện tài năng tuyệt vời trong âm nhạc, biết chơi piano (cũng như Parsons ngoài đời), chơi trống bongo, ống tiêu, theremin (loại nhạc cụ Parsons đã học chơi ngoài đời), thể hiện một số kỹ năng hát họng Tuva và đồng thời cũng sở hữu giọng có cao độ hoàn hảo. Mặc dù bạn bè của Sheldon có trí tuệ tương tự như anh, nhưng tính cách lập dị, bướng bỉnh và cái tôi lớn của anh (Sheldon thường chỉ ra điểm vượt trội của anh ấy hàng ngày và không coi ai bằng mình, ngụ ý rằng Sheldon mắc chứng rối loạn nhân cách ái kỷ) thường xuyên khiến họ thất vọng. Sheldon thỉnh thoảng sử dụng tiếng lóng (theo kiểu không tự nhiên) và nói đùa bằng câu cửa miệng "Bazinga!", câu thoại hiện là nhãn hiệu đã đăng ký chính thức của Warner Bros. Sheldon không thoải mái khi tiếp xúc cơ thể với con người và mắc chứng sợ vi trùng, khiến những cái ôm đặc biệt hiếm gặp của anh ấy trở nên vô cùng khó xử và trông có vẻ đau đớn. Sheldon cũng mắc chứng sợ máu. Anh gặp khó khăn trong việc đối phó với việc được yêu cầu giữ bí mật, khi bị ngắt lời hoặc khi nghe thấy tiếng cãi vã. Sheldon cũng là một công chứng viên, và sử dụng kiến thức của mình về luật và hợp đồng thường chỉ vì lợi ích của mình và luôn đau khổ khi bị thách thức về khía cạnh pháp lý mà anh ta không thể bảo vệ một cách hợp lý. Trong cách cư xử của mình, Sheldon cũng cho thấy các triệu chứng liên quan đến chứng rối loạn nhân cách ám ảnh cưỡng chế. Bất cứ khi nào đến gần nhà của một người, anh ta phải gõ ba lần, sau đó nói tên của người đó và phải lặp lại điều này ít nhất ba lần (trong đó "lần đầu tiên là theo truyền thống, nhưng lần thứ hai và thứ ba là để mọi người mặc quần vào"), kết quả của việc Sheldon vào phòng và bắt gặp cha mình với một người phụ nữ khác khi anh ta mười ba tuổi. Khi bước vào nhà của một người, anh ta phải chọn chỗ ngồi thích hợp trước khi ngồi xuống. Khi Penny đề nghị rằng anh ấy "hãy cứ ngồi bất cứ chỗ nào", câu trả lời của anh ấy là "Ồ, không, giá như nó đơn giản như vậy!" Vì tính cách cứng nhắc và bướng bỉnh của anh, chỉ có mẹ anh và Bernadette, cả hai đều sở hữu tính cách người mẹ mạnh mẽ, cho thấy được khả năng ra lệnh cho anh làm mọi việc. Giống như bạn bè của mình, Sheldon thích truyện tranh (đặc biệt là Vũ trụ Truyện tranh DC), trang phục nhập vai, trò chơi điện tử (anh ấy cũng đề cập đến quyền sở hữu của mình đối với các trò chơi và hệ thống cổ điển khác nhau), trò chơi nhập vai, trò chơi đặt trên bàn, trò chơi thẻ sưu tập và các mô hình nhân vật hành động. Sheldon đã phải nhận lệnh cấm từ các hình tượng anh hùng của mình như Leonard Nimoy, Carl Sagan, và Stan Lee, cũng như nhà khoa học truyền hình Bill Nye. Sheldon thường mặc những chiếc áo phông cổ điển được trang trí bằng logo siêu anh hùng. Một trong những chiếc áo của anh ấy được tô điểm bằng số 73, và trong tập "The Alien Parasite Hypothesis", Sheldon giải thích rằng 73 là con số yêu thích của anh ấy vì nó là số nguyên tố thứ 21, số đối xứng của nó, 37, là số nguyên tố thứ 12 và số đối xứng của số này (21) là tích của phép nhân 7 và 3, cũng ở dạng nhị phân, 73 là 1001001, một palindrome. Các chàng trai chơi các trò chơi điện tử như bowling và bắn cung để "rèn luyện sức khỏe" và sử dụng các quy tắc thể thao truyền thống.
Sheldon đôi khi thể hiện sự đồng cảm, bao gồm cả việc cho Penny vay tiền mà không mong nhận lại tiền nhanh chóng (mặc dù đó có thể chỉ là phản ứng logic giống như Spock của anh ấy đối với một vấn đề cần giải quyết; xét cho cùng, đó là tiền anh ấy không sử dụng và sẽ không cảm thấy tiếc) và đưa Penny đến bệnh viện khi vai cô ấy bị trật khớp. Trong tập 6 "The Decoupling Fluctuation", Amy bí mật nói với anh rằng Penny đang cân nhắc chia tay với Leonard. Cố gắng giữ bí mật với Leonard, Sheldon đánh thức Penny vào nửa đêm và yêu cầu cô đừng làm tổn thương bạn của anh ta. Trong tập cuối mùa 8, Sheldon bày tỏ niềm hạnh phúc thực sự dành cho Leonard và Penny khi cuối cùng họ quyết định kết hôn ở Las Vegas. Kể từ mùa 10, sự đồng cảm và thái độ quan tâm của Sheldon đối với người khác đã được cải thiện đến mức anh ấy đã hết lòng cưng chiều cô vợ sắp cưới Amy. Sheldon thừa nhận rằng anh ta quá thích con gấu túi (koala) gặm nhấm bạch đàn, đến nỗi anh ta có biểu cảm trên khuôn mặt mà Sheldon gọi là "khuôn mặt gấu túi" của mình. Sheldon không thích quà tặng, bởi vì "quy ước xã hội" theo quan điểm của anh ta tạo ra một khoản nợ hoặc gánh nặng cho người nhận món quà, sẽ không dừng lại cho đến khi một trong hai người tham gia vào "mối quan hệ quà tặng" ("gift-relationship") qua đời để lại người kia cảm thấy mắc nợ, hoặc với một thặng dư không đáng có. Sheldon cũng không dùng chất gây nghiện, thậm chí là loại hợp pháp như caffeine, do một lời hứa với mẹ mình, và trở nên quá nhạy cảm khi anh vô tình tiêu thụ chúng. Tuy nhiên, tình tiết trong phim cho thấy rằng rượu thường khiến Sheldon trở nên thư giãn đáng kể, mặc dù đôi khi nó cũng sẽ làm suy yếu khả năng phán đoán của anh. Sau khi uống đồ uống có cồn (cả cố ý và vô tình), Sheldon đã thực hiện những điều mà anh ấy sẽ không bao giờ làm trong khi tỉnh táo, chẳng hạn như hát rất to, chế nhạo một khán phòng đầy người, đối đầu thách thức Wil Wheaton, để lại các tin nhắn thoại cực kỳ không phù hợp sau khi "quay số trong lúc say rượu" cho Stephen Hawking, và âu yếm vỗ nhẹ vào sau mông Amy.
Trước những lời chỉ trích từ bạn bè rằng anh ta bị bệnh tâm thần, Sheldon thường bắt bẻ, "Tôi không bị điên; mẹ tôi cho tôi đi xét nghiệm rồi"; điều mà mẹ của anh ấy đã xác nhận là đúng (một lần trong khi ước rằng bà đã chấp nhận tiến hành cuộc kiểm tra tiếp theo).
Trong hai mùa cuối, Sheldon bắt đầu chuyển hướng khỏi tính cách ban đầu của mình. Trong tập cuối, Sheldon đã trải qua một sự thay đổi lớn trong tính cách.

### Gia đình
Sheldon đối lập mạnh mẽ với gia đình của mình, những người không phải là nhà khoa học cũng không phải là trí thức. Cha của anh, George qua đời trước khi bắt đầu The Big Bang Theory, khi Sheldon 14 tuổi, trong khi mẹ anh là Mary là một tín đồ Thiên chúa sùng đạo, tin vào sự tái sinh và là bậc cha mẹ có tình yêu thương. Sheldon có hai anh chị em: một chị gái sinh đôi, Missy, cao, tóc nâu, có vẻ ngoài hấp dẫn khi trưởng thành; và một người anh trai, George Jr., người sở hữu một chuỗi cửa hàng lốp xe có trụ sở chính tại Dallas tên là Dr. Tyre. Sheldon trưởng thành đã nói rằng cả Missy và George Jr. đã đánh đập Sheldon trong thời thơ ấu của họ, và mẹ của họ mô tả họ "khờ như đống súp vậy". Trong tập thử nghiệm của The Big Bang Theory, Sheldon nói với Leonard rằng DNA không phải là sự đảm bảo cho một đứa con thông minh vì bản thân anh ta là một nhà vật lý lý thuyết và em gái sinh đôi của anh ta là một nữ tiếp viên tại Fuddruckers. Sheldon rất quý bà ngoại của mình, người mà anh gọi là "Meemaw" và người gọi anh là "Moon Pie". Anh ấy gọi ông của mình, người đã mất khi Sheldon lên năm, là "Pop Pop". Sheldon cũng rất thân thiết với ông của mình, từng nói rằng ông là người thân duy nhất mà anh có đã khuyến khích Sheldon tham gia vào khoa học.
Sheldon có một người cậu ruột, Edward, người được gọi là "Stumpy" ("Cụt tay") do hậu quả của một lần ông ta làm sạch một chiếc máy băm gỗ bằng tay. Anh ta cũng có một người dì bên ngoại, Charlene, được tiết lộ trong Young Sheldon khi mẹ anh ta nói với Meemaw rằng cô ấy đã làm bữa tối cho "Charlene và Edward" còn nhiều hơn cho mẹ mình. Sheldon có một người chú khác, tên là Carl Cooper, người đã bị một con lửng giết chết khi đang dọn ống khói và một người chú khác có thể đã làm nhiều thứ với trẻ em mà được coi là hợp pháp ở Oklahoma trong tập "The Clean Room Infiltration".
Trong "The Engagement Reaction", Sheldon đề cập rằng cô Ruth của anh đã chết một tuần sau khi bị nhiễm mầm bệnh mà cô mắc phải tại bệnh viện nơi cô đến thăm Roger, chú của Sheldon, và tro cốt của họ hiện được cất giữ trong một lon cà phê trên áo choàng của mẹ Sheldon. Young Sheldon xác nhận rằng Ruth là em gái của George, cô và Roger vẫn còn sống vào năm 1990.
Trong tập "Vanilla Ice Cream, Gentleman Callers, and a Dinette Set" của Young Sheldon, có tiết lộ rằng Sheldon sẽ có con trong tương lai, nhưng điều này không bao giờ được đề cập hoặc xác nhận trong The Big Bang Theory.

### Các mối quan hệ
Những người bạn thân nhất của Sheldon là Leonard Hofstadter, Howard Wolowitz và Raj Koothrappali. Trong số ba người, Sheldon công khai tuỳ tiện bác bỏ Howard và liên tục phát biểu rằng bằng thạc sĩ kỹ thuật thể hiện trí tuệ kém hơn những người khác, những người đều có bằng tiến sĩ khoa học. Mặc dù vậy, Sheldon đã coi Howard như một "người quen đáng quý" và sau đó là bạn của anh ta ở nhiều thời điểm khác nhau. Sheldon liên tục coi thường Leonard và bác bỏ công việc của anh ta, nhưng đồng thời coi Leonard là bạn thân nhất của mình, bởi họ đã từng sống với nhau và có thể bao dung với nhau: trong "The Space Probe Disintegration", Sheldon thừa nhận với Leonard rằng anh ta biết mình có thể tỏ ra khó chịu đến mức nào, và khóc lóc bày tỏ lòng biết ơn của mình vì đã có Leonard trong cuộc sống của anh ấy bất chấp đặc điểm bản thân mình, khiến Leonard cảm động xuôi lòng bên cạnh anh. Prady nói rằng "thực tế là, bất chấp mọi thứ, việc Leonard coi Sheldon là bạn thân nhất của mình nhắc nhở chúng ta về tính người thiết yếu của Sheldon". Sheldon chỉ có thể xử lý việc sở hữu một số lượng bạn bè hạn chế trong cuộc sống của mình tại một thời điểm, nhưng sau đó cho thấy sự linh hoạt khi chấp nhận Bernadette và Amy là một phần của nhóm quan hệ xã hội. Trong mùa thứ 6, các anh chàng hỏi liệu chủ cửa hàng truyện tranh Stuart có thể là một phần của nhóm khi Howard đang ở ngoài không gian hay không.
Mặc dù Penny không phải là một nhà khoa học cũng như chia sẻ nhiều mối quan tâm với nhóm, và có những cuộc đấu đá liên tục với Sheldon trong những tập đầu, họ trở thành bạn thân của nhau. Trong khi một số người hâm mộ ủng hộ mối quan hệ lãng mạn giữa Sheldon và Penny, Lorre tuyên bố phản đối điều đó bằng cách nói: "Chúng tôi đã tình cờ tạo ra một nhân vật đã chọn cho bản thân anh ta một lối sống độc đáo. Và tôi không thấy có lý do gì để sửa đổi nó."
Có một suy đoán rằng Sheldon có thể vô tính hoặc vô ái. Đồng sáng tạo của loạt phim, Chuck Lorre cho biết: "Một phần của điều tuyệt vời và độc đáo [về Sheldon] là anh ấy đã chọn không đóng vai trò nào trong trò chơi quan hệ – dị tính, đồng tính, song tính, bất kỳ giới tính nào." Điều này được đề cập đến trong tập "The Cooper-Nowitzki Theorem", khi Sheldon vô tình thu hút sự chú ý của sinh viên tốt nghiệp Ramona Nowitzki, và Penny, nhìn thấy điều này, hỏi bạn bè của anh ta "tình hình" (tức là xu hướng tình dục) của anh ta là gì, và Leonard trả lời, "Thành thật mà nói, bọn anh đã chơi với nhau với giả định rằng anh ta không có 'tình hình' gì hết". 

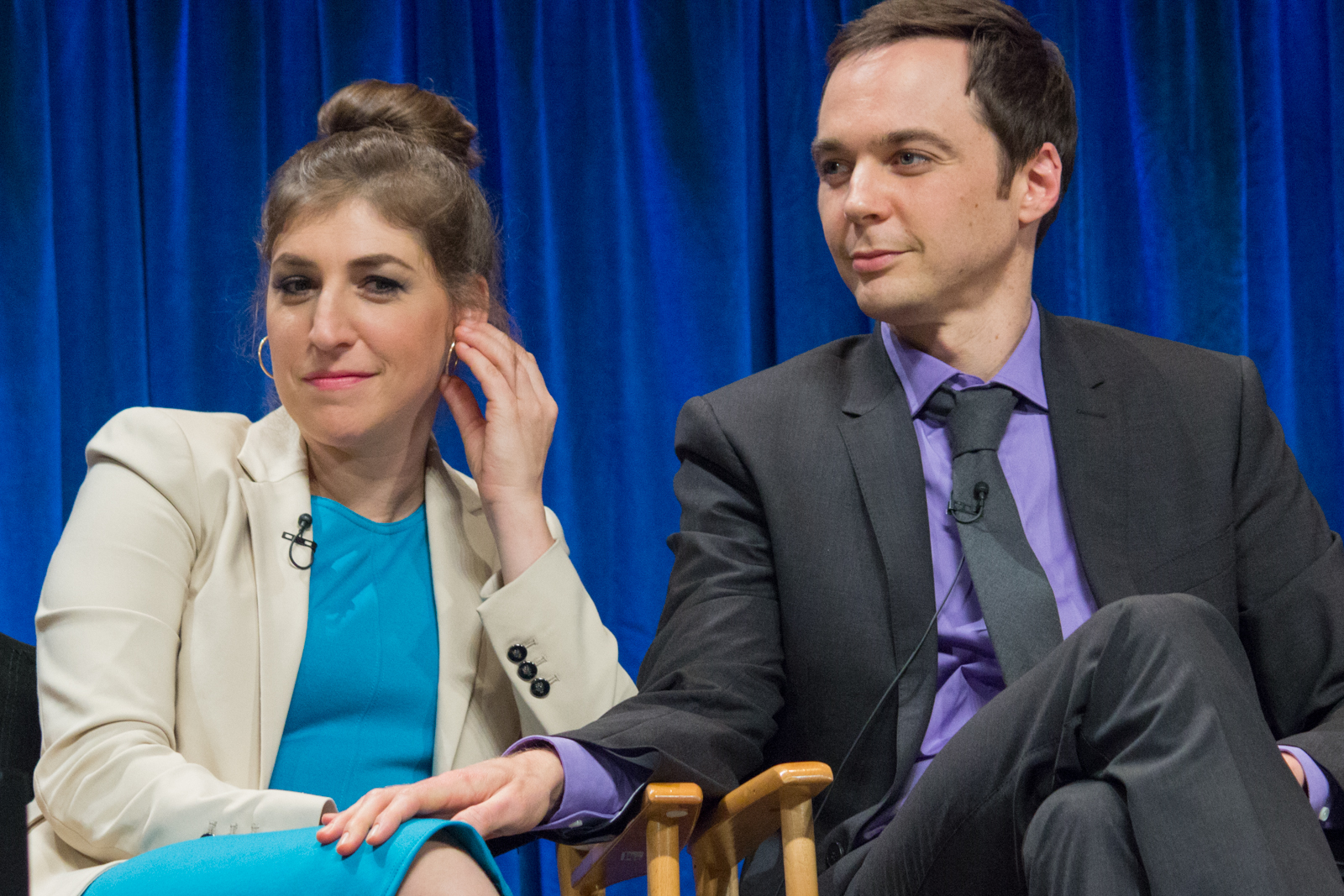
Mayim Bialik (diễn viên đóng vai Amy Farrah Fowler) và Jim Parsons tại PaleyFest 2013 cho chương trình truyền hình "Big Bang Theory"

Trong tập cuối mùa thứ 3, Howard và Raj tống tiền Sheldon để gặp gỡ Amy Farrah Fowler, người mà họ đã bắt cặp với anh ta trên một trang web hẹn hò. Sau một số ý kiến đáng ghét về trang web hẹn hò, Sheldon đã phát hiện rằng Amy đồng ý với anh, và anh bắt đầu có thiện cảm khi cô ấy nói rằng: "Bất kỳ hoặc tất cả các tiếp xúc vật lý nào dẫn tới và bao gồm cả giao hợp thì không bàn tại đây". Mối quan hệ của họ tiếp tục trong phần 4, mặc dù Sheldon thường chỉ ra rằng họ không có mối quan hệ lãng mạn (nói rằng cô ấy "là một cô gái, là bạn tôi, nhưng không phải là bạn gái của tôi"). Cả hai thích thú với những trò chơi trí tuệ mà họ tạo ra, và Amy và Sheldon công khai thể hiện cùng một kiểu trí tuệ vượt trội.
Trong mùa thứ 5, khi Leonard vô tình ám chỉ rằng anh và Amy có thể đã quan hệ tình dục sau tiệc cưới mà cả hai cùng tham dự, Sheldon bất ngờ phản ứng dữ dội, thực hiện động tác chặt kiểu karate vào cổ Leonard trong khi nói với Leonard "Cô ấy không dành cho anh đâu... không dành cho anh!" Sau đó, Sheldon chính thức đề nghị Amy làm bạn gái của mình trong tập "The Flaming Spittoon Acquisition". Trong suốt mối quan hệ của họ, Amy bắt đầu một chiến dịch làm cho Sheldon quan tâm nhiều hơn đến việc gia tăng tình cảm của anh ấy với cô bằng cách nương theo sở thích của Sheldon. Khi họ xem Howard được phóng lên vũ trụ trong tập cuối mùa đó, Amy đã rất ngạc nhiên khi Sheldon nắm lấy tay cô để hỗ trợ tinh thần.
Trong nửa đầu mùa 6, trong tập "The Parking Spot Escalation" và "The Fish Guts Displacement", Sheldon được đẩy xa hơn về mặt tình cảm sau khi thấy Amy bị ướt một phần và chăm sóc khi cô bị ốm. Trong tập "The Cooper/Kripke Inversion", sau khi được Penny hỏi trực tiếp liệu anh ta có bao giờ định quan hệ tình dục với Amy hay không, Sheldon thừa nhận với Penny và Leonard rằng mối quan hệ thể xác với Amy là một điều có thể xảy ra, và động chạm thân thể là điều anh đang xem xét. Trong khi buồn bã về Kripke, Amy đã dành cho anh một cái ôm an ủi mà Sheldon dường như cần và muốn. Mặc dù vậy, Amy đã đề nghị những tiếp xúc thể xác lãng mạn khác, và rất khó chịu khi họ phải âu yếm nhau. Trong tập "The Spoiler Alert Segmentation", Leonard tạm thời chuyển ra ngoài và Amy đề xuất rằng cô sẽ là người bạn cùng phòng hoàn hảo của anh và cố gắng chuyển đến, mặc dù Sheldon không thoải mái với sự thay đổi này trong mối quan hệ của họ. Trong khi chơi Dungeons & Dragons trong "The Love Spell Potential", các nhân vật của Sheldon và Amy được yêu cầu quan hệ tình dục trong trò chơi. Amy, lúc này vô cùng khó chịu, hỏi Sheldon rằng liệu họ có bao giờ muốn thân mật không và anh ấy lại thừa nhận rằng đó là một khả năng.
Trong phần 7, Sheldon say đắm hôn lên môi Amy lần đầu tiên. Ban đầu để chứng minh một quan điểm, sau đó Sheldon kéo dài nó, ngụ ý rằng anh rất thích cảm giác đó. Các tập sau đó cho thấy Sheldon sẵn sàng hôn Amy, ngụ ý rằng anh đã cảm thấy thoải mái hơn khi ở trong tư thế thân mật như vậy. Bằng chứng cuối cùng về việc Sheldon có tình cảm với Amy được đưa ra trong tập 8 "The Prom Equivalency", khi cuối cùng anh cũng thừa nhận yêu cô: "Anh cũng yêu em. Không thể phủ nhận rằng anh có tình cảm với em mà không thể giải thích bằng cách nào khác. Anh đã từng nghĩ rằng mình đã bị ký sinh trùng trong não, nhưng điều đó có vẻ còn xa vời hơn. Kết luận duy nhất là chỉ có thể là tình yêu." Trong tập cuối mùa 8, "The Commitment Determination", Sheldon và Amy đấu tranh về định nghĩa của họ về "trách nhiệm" (commitment). Sheldon cảm thấy mối quan hệ của anh và Amy đang diễn ra quá nhanh, nhưng Amy cho rằng anh đang tiếp nhận mọi thứ quá chậm và không dành tình cảm không giới hạn cho cô một cách đúng đắn. Vào cuối tập phim, cô đã quyết định tạm ngưng mối quan hệ của họ trong khi Sheldon chết lặng trước tiết lộ của Amy. Sheldon rầu rĩ tiết lộ rằng anh đã lên kế hoạch cầu hôn Amy bằng chiếc nhẫn của bà mình, một vật gia truyền của gia đình.
Trong buổi ra mắt phần 9, Sheldon tiếp tục thúc giục Amy quyết định về mối quan hệ của họ, nhưng đã đẩy mọi thứ đi quá xa, xúc phạm Amy ngay trước mặt cô và Amy tức giận chia tay Sheldon, do đó chính thức kết thúc mối quan hệ của họ. Trong "The Perspiration Practice", Barry Kripke biết rằng Amy không còn đang có một mối quan hệ, ngụ ý muốn hẹn cô ấy đi chơi. Sheldon bị quan niệm này làm phiền và thách thức Barry trong một trận đấu tay đôi dự kiến diễn ra ba năm sau. Trong "The Platonic Permutation", Amy đề nghị Sheldon quay lại với cô ấy sau khi dành thời gian bên nhau trong khu thủy cung vào Lễ Tạ ơn, nhưng buồn rầu nhận ra rằng anh chỉ muốn trở thành bạn của cô, và Sheldon đã tiết lộ với Amy rằng "Anh xuất sắc ở nhiều thứ, nhưng vượt qua em không phải là một trong số đó". Trong "The Earworm Reverberation", Sheldon không biết được bài hát nào cứ văng vẳng trong đầu, nhưng sau khi đột nhiên nhớ ra tiêu đề và lời bài hát, anh nhận ra rằng bài hát là về Amy và cô ấy đã thay đổi cuộc sống của anh trở nên tốt đẹp hơn, điều này khiến anh phải đến căn hộ của cô để tuyên bố tình yêu của mình. Anh thấy Amy đang trong một buổi hẹn hò với Dave, người rất ngưỡng mộ Sheldon vì trí tuệ của anh ta. Nhìn thấy họ yêu nhau nhiều như thế nào, Dave vui mừng thúc giục Sheldon hôn Amy, dẫn đến cuộc đoàn tụ của họ. Trong tập tiếp theo, "The Opening Night Excitation", Leonard, Howard và Raj đi xem Star Wars: The Force Awakens mà không có Sheldon, bởi anh ban đầu miễn cưỡng, nhưng cuối cùng đã chọn tổ chức sinh nhật của Amy với cô ấy. Để làm cho sinh nhật của Amy thú vị và đáng nhớ, Sheldon tìm Penny và Bernadette vì anh tôn trọng ý kiến của họ về mọi thứ phù hợp với xã hội. Anh ấy tiết lộ với họ rằng anh ấy đã thu hẹp mọi thứ xuống còn ba lựa chọn, đầu tiên là cơ hội chơi đàn hạc với dàn nhạc Los Angeles Philharmonic, thứ hai là một chuyến đi được chi trả toàn bộ chi phí đến Lễ hội Cừu và Len Wisconsin (mặc dù Amy sẽ phải đi một mình vì chứng sợ chim chóc của Sheldon chẳng là gì so với nỗi sợ hãi lũ cừu), và thứ ba là cả hai bọn họ tiến hành giao hợp, khiến Penny bấm mạnh đến nỗi vỡ ngay ly rượu trong tay ngay lúc đó do sự hoài nghi và/hoặc bị sốc về điều đó. Sau khi Penny và Bernadette thuyết phục Sheldon rằng việc cuối cùng được thân mật với Amy là món quà đẹp nhất mà anh ta có thể tặng cho cô, Sheldon và Amy đã quan hệ tình dục lần đầu tiên vào sinh nhật của hai người.
Trong mùa 10, Sheldon và Amy chuyển đến cùng nhau trong một cuộc thử nghiệm kéo dài 5 tuần để kiểm tra khả năng tương thích của họ, và sau khi thành công, họ quyết định chuyển đến ở cùng nhau vĩnh viễn. Trong tập kết mùa này, Sheldon bất ngờ cầu hôn Amy sau khi bị Ramona Nowitzki tỏ tình. Trong tập mở đầu mùa thứ mười một, Amy chấp nhận lời cầu hôn của Sheldon và họ kết hôn trong tập kết mùa. Vào cuối mùa 12, Amy đang chuẩn bị cho Sheldon chấp nhận việc họ có con bằng cách yêu cầu anh ta thực hiện thử nghiệm thú vị với những đứa trẻ nhà Wolowitz. Trong tập cuối của loạt phim, cả Sheldon và Amy đều nhận được giải Nobel Vật lý nhờ phát hiện ra thuyết siêu bất đối xứng mà họ đã nghiên cứu lần đầu tiên vào thời điểm trước đám cưới của họ. Trong bài phát biểu của Amy, cô khuyến khích các cô gái trẻ trên khắp thế giới nghiên cứu bất cứ điều gì họ muốn. Thay vì đưa ra một bài phát biểu tự cho mình là trung tâm, Sheldon gửi lời cảm ơn đến gia đình, bạn bè và vợ Amy đã luôn ủng hộ anh.
Anh từng thần tượng thần đồng hư cấu Wesley Crusher trong Star Trek: The Next Generation, do Wil Wheaton thể hiện, cho đến khi Wheaton không xuất hiện tại một hội nghị có sự tham dự của Sheldon vào năm 1995. Sheldon đã dành 15 giờ trên xe buýt để đến hội nghị trong thời gian đó, anh buộc phải phá bỏ quy tắc của mình về việc đi tiểu trong một chiếc xe đang di chuyển. Sau thời điểm này, Wil Wheaton trở thành người đứng thứ sáu trong danh sách kẻ thù truyền kiếp của Sheldon (danh sách mà anh ta bắt đầu khi lên 9 tuổi, chứa trong một chiếc đĩa mềm 5 inch). Wheaton là một trong những kẻ thù truyền kiếp của Sheldon, cùng với các đồng nghiệp của anh ta là Barry Kripke và Leslie Winkle. Sau đó, Wheaton đã tìm cách hàn gắn lại mọi thứ với Sheldon, chỉ để vô tình chuyển vị trí kẻ thù này cho Brent Spiner. Sheldon sau đó lại tiếp tục thù hận với Wheaton trong tập "The Proton Regeneration" mùa 11 khi họ cạnh tranh cho vai chính trong bản khởi động lại trên Internet của loạt phim truyền hình khoa học yêu thích thời thơ ấu của Sheldon, Giáo sư Proton, và Wheaton được tham gia; tuy nhiên, khi anh ấy thấy Wheaton đóng vai tốt như thế nào và theo lời khuyên của Howard, Sheldon đã xin lỗi anh ấy.

## Đón nhận

### Tổng quan

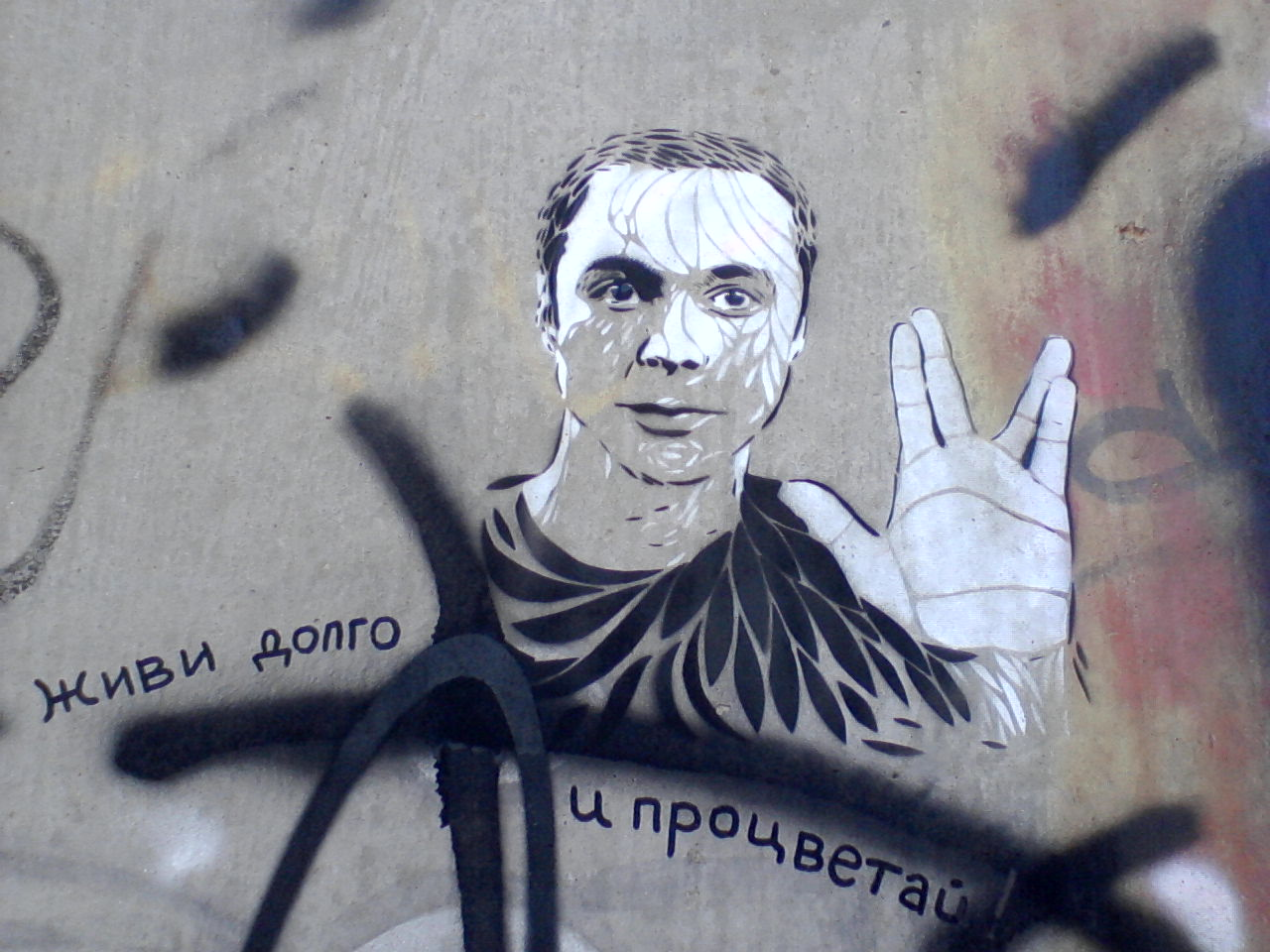
Sheldon Cooper đang thực hiện động tác chào kiểu Vulcan, vẽ bậy kiểu đen trắng có viền trên tường ở Volgograd, Nga

Cả nhân vật và vai diễn của Parsons đều nhận được sự hoan nghênh rộng rãi, và thường được các nhà phê bình cũng như người hâm mộ coi là lý do chính cho sự thành công của chương trình. James Chamberlin của IGN viết: "Thật khó để tưởng tượng The Big Bang Theory sẽ ra sao nếu không có vai diễn tuyệt vời của Jim Parsons về Sheldon Cooper". Matt Roush của TV Guide nói rằng "có một nguồn cảm hứng thiêng liêng trong nhân vật hài hước Sheldon Cooper của Jim Parsons". Ken Tucker của Entertainment Weekly đã viết rằng: "Parsons đang làm một điều hiếm thấy trên truyền hình mạng: khiến chủ nghĩa trí tuệ trở nên đáng ngưỡng mộ, thậm chí là anh hùng".
Vào ngày 16 tháng 7 năm 2009, Parsons được đề cử giải Primetime Emmy cho Nam diễn viên chính xuất sắc trong một bộ phim hài. Anh lại được đề cử cho giải thưởng tương tự vào ngày 8 tháng 7 năm 2010, và cuối cùng giành được giải thưởng này vào ngày 29 tháng 8 năm 2010. Vào ngày 1 tháng 8 năm 2009, Parsons đã giành được Giải thưởng Hiệp hội Phê bình Truyền hình cho Thành tựu Cá nhân trong Phim hài, và bản thân chương trình đã giành được giải thưởng Thành tựu Xuất sắc trong Phim hài cho mùa thứ 2. Anh lại được đề cử cho giải thưởng tương tự vào năm 2010 và 2012. Parsons cũng được đề cử Giải Bình chọn Nhân dân cho Nam diễn viên hài truyền hình được yêu thích nhất và Giải Satellite cho Nam diễn viên chính xuất sắc nhất - Phim ca nhạc hoặc hài truyền hình năm 2009, 2010 và 2012. Vào ngày 16 tháng 1 năm 2011, Parsons đã giành được giải Quả cầu vàng cho Nam diễn viên chính xuất sắc nhất - Phim ca nhạc hoặc hài kịch truyền hình, do bạn diễn Kaley Cuoco xướng tên, cho vai diễn của anh trong phần 3 và 4. Vào ngày 20 tháng 6 năm 2011, Parsons đã giành được Giải thưởng Truyền hình Lựa chọn của Nhà phê bình cho Nam diễn viên chính xuất sắc nhất trong một bộ phim hài tại Giải thưởng Truyền hình Lựa chọn của Nhà phê bình lần thứ nhất cho vai diễn của mình trong mùa 4 và lại được đề cử cho giải thưởng tương tự vào năm 2012. Vào ngày 18 tháng 9 năm 2011, anh đã giành được giải thưởng Primetime Emmy - Nam diễn viên chính trong phim hài lần thứ hai liên tiếp, và được đề cử một lần nữa cho giải thưởng tương tự vào ngày 19 tháng 7 năm 2012. Năm 2013, Parsons một lần nữa được đề cử Quả cầu vàng và nhận được đề cử đầu tiên cho Giải thưởng Hiệp hội Diễn viên Màn ảnh cho Diễn xuất xuất sắc của Nam diễn viên chính trong một bộ phim hài. Năm 2013 và 2014, Parsons lần lượt được đề cử giải Primetime Emmy - Nam diễn viên chính trong phim hài lần thứ 5 và thứ 6, cả hai giải thưởng này anh đều giành được cho Giải thưởng Primetime Emmy lần thứ 3 và thứ 4, có nghĩa là Parsons đã giành được giải thưởng này 4 lần trong vòng 5 năm, bao gồm hai quãng liên tiếp vào các năm 2010/2011 và 2013/2014. Không có diễn viên nào, trong lịch sử của giải thưởng này đã giành được các giải thưởng liên tiếp trong hai lần riêng biệt, và tổng số 4 lần đạt giải đã đưa Parsons là người thứ 4 sánh ngang thành tích dẫn đầu cùng với các danh hài huyền thoại Carroll O'Connor, Kelsey Grammer, và Michael J. Fox.
Tiểu hành tinh 246247 Sheldoncooper được đặt tên theo Sheldon. Năm 2012, một loài ong mới được phát hiện được đặt tên là Euglossa bazinga, đặt theo câu cửa miệng nổi tiếng "Bazinga!" của nhân vật này.
Vào tháng 3 năm 2013, Sở thú và Thủy cung Columbus đã đặt tên cho một con khỉ Colobus đen trắng theo tên Sheldon. Năm 2015, một loài giáp xác phyllocarida thuộc loài echinocaridid mới từ kỷ Devon Hạ ở miền trung đông Ba Lan, được đặt tên là Ptychocaris sheldoni theo tên Sheldon.

### Hội chứng Asperger
Một số khán giả đã khẳng định rằng hành vi của Sheldon phù hợp với hội chứng Asperger. Các nhà biên kịch đã tuyên bố rằng họ không sử dụng hội chứng Asperger làm cơ sở cho nhân vật, mà thay vào đó họ nghĩ hành động của anh ta là một "kiểu của Sheldon" ("Sheldony"). Đồng sáng tạo của series, Bill Prady tuyên bố: "Chúng tôi tạo nên nhân vật với bản chất của nó. Rất nhiều người nhìn thấy những điều khác nhau ở anh ấy và kết nối chúng lại với nhau. Cảm giác của chúng tôi là mẹ của Sheldon chưa bao giờ có kết quả chẩn đoán (con trai mình) nào, vì vậy chúng tôi không có một chẩn đoán nào cả." Prady cũng nói với Alan Sepinwall của tờ Star-Ledger tại New Jersey rằng trong khi Sheldon chia sẻ đặc điểm với những người mắc hội chứng Asperger, ông không thoải mái khi gán mác Sheldon mắc hội chứng này.
Trong một cuộc phỏng vấn, Jim Parsons ghi nhận phản ứng của các nhà biên kịch, nhưng nói thêm rằng, theo ý kiến của anh, Sheldon "không thể biểu lộ gì nhiều hơn những đặc điểm" của hội chứng Asperger. Parsons, người đóng vai Sheldon, đã đọc cuốn hồi ký Look Me in the Eye của John Elder Robison kể về cuộc đời của ông với hội chứng Asperger, và nói rằng: "Phần lớn những gì tôi đọc trong cuốn sách đó đề cập đến các khía cạnh của Sheldon." Anh cũng nói rằng "cách mà bộ não của [Sheldon] hoạt động, nó tập trung vào các chủ đề trí tuệ nằm gọn trong tầm tay đến mức việc có suy nghĩ rằng ông mắc chứng tự kỷ là một bước nhảy vọt dễ dàng cho những người xem chương trình".

Khi một diễn viên khác trong phim, Mayim Bialik, người đóng vai Amy và có bằng Tiến sĩ ngành Khoa học Thần kinh, được phỏng vấn bởi Neil deGrasse Tyson trên StarTalk, cô ấy nói về giả thuyết Sheldon mắc chứng Asperger:
Theo lý thuyết, tất cả các nhân vật của chúng ta đều nằm trên phổ tâm thần kinh. Sheldon thường bị gán với các thuật ngữ như hội chứng Asperger hoặc rối loạn ám ảnh cưỡng chế (OCD). Anh ấy có vấn đề với vi trùng, anh ấy có vấn đề với những con số, anh ấy có rất nhiều vấn đề về sự chính xác mà chúng ta thấy trong OCD. Có rất nhiều đặc trưng thú vị cho tất cả các nhân vật của chúng ta khiến họ trở nên độc đáo một cách chính xác về mặt xã hội.... Và những gì chúng tôi đang cố gắng thể hiện với chương trình của mình là, đây là một nhóm những người có khả năng bị trêu chọc, chế giễu, nói rằng họ sẽ không bao giờ được đánh giá cao hoặc được yêu mến, và chúng tôi có một nhóm những người có sự nghiệp thành công, có cuộc sống hoạt động xã hội tích cực (liên quan đến những thứ như Dungeons and Dragons và trò chơi điện tử), nhưng họ cũng có các mối quan hệ, và đó là một cuộc sống viên mãn và thỏa mãn.